# Keith Foster
Keith Bernard Foster, född 30 oktober 1961 i Tunbridge Wells, Kent, England, Storbritannien, är en engelsk-svensk journalist och programledare, som arbetar på engelsk- och svenskspråkiga program i Sveriges Television, Utbildningsradion och Sveriges Radio. Han har varit programledare för bland annat Morning Coffee (1996) i P6 samt Living Room och Big Words i SVT1.  Han har gjort ett flertal reportage i SVT:s resemagasin Packat & klart och medverkat i humorprogrammet Morgonsoffan.  2009–2010 arbetade han med URs tv-serie Family Foster, om engelska språkets utbredning i världen. Han är även ståuppkomiker och programledare i P2. Han är bosatt i Sverige sedan 1987.